# Световен ден на тоалетната
Световният ден на тоалетната (на английски: World Toilet Day) е кампания за мотивиране на милиони хора по целия свят за решаване на проблеми свързани с канализацията и хигиенни условия.
Денят се отбелязва от Световната тоалетна организация на 19 ноември от 2001 г. С резолюция на ООН (UN Resolution A/67/L.75), Световният ден на тоалетната се отбелязва като официален Международен ден на ООН.
През 2015 г. 2,4 милиарда души по целия свят не разполагат с нормални хигиенни условия. Липсата на канализация въздейства върху безопасността на човешкото здраве. Причина е и за разпространяване на множество заболявания като диария и шистозомиаза. 58% от случаите на диария са породени от липсата на течаща вода, лоша хигиена и липса на навик за миене на ръцете. През 2013 г. около 340 000 деца на възраст под 5 години са починали от диария, поради липса на канализация и течаща вода. Чрез осигуряването на достъп до тоалетна намалява смъртността наполовина.
Липсата на тоалетна в домовете в развиващите се страни е причина за задържане на физиологичните нужди от момичета и жени изпитват страх от изнасилвания и тормоз. Чрез Декларация на хилядолетието на ООН от 2000 г. се работи за повишаване на безопасността и достъпа до тоалетни. През 2015 г. 700 милиона души по целия свят не успяват да получат достъп до канализация.
Световният ден на тоалетната дава възможност да се повиши информираността за значението на канализацията и да се повиши достъпа до тоалетни и течаща вода. Всяка година Денят има различна тема. През 2014 г. е „Равенство и достойнство“. Целта е да се обърне внимание на съществуващите неравенства при използване на тоалетните и достъпа на канализация, както и за рисковете за насилие над момичета и жени, където липсва канализация. През 2015 г. темата е „Тоалетната и храненето“.
Световната тоалетна организация е създадена на 19 ноември 2001 г. от Джек Сим. От тогава този ден се отбелязва като Световен ден на тоалетната. От 2007 г. за повишаване на осведомеността за проблеми свързани с липсата на канализация и повишаване на личната хигиена работи група за „Повишаване на обществената осведоменост“ към Алианса за устойчива хигиена. През 2013 г. в съвместна инициатива между Световната тоалетна организация и правителството на Сингапур е приета Резолюция на ООН наречена „Канализация за всички“. Тя разглежда проблемите свързани с липсата на канализация и призовава за колективни действия чрез отбелязването на Световния ден на тоалетната. Резолюцията е приета от 122 държави на 67-ото Общо събрание на ООН в Ню Йорк.